# Шмид, Фердинанд
Людвиг Фердинанд Шмид (нем. Ludwig Ferdinand Schmid; 22 июля 1823, Мури-Берн — 17 марта 1888, Берн) — швейцарский поэт, дипломат и предприниматель немецкого происхождения, приобретший известность под псевдонимом Дранмор и живший на протяжении многих лет в Бразилии и Париже.
Переехал в Швейцарию из Германии в 1840 году в связи со смертью отца; первоначально поселился в Базеле, где стал помощником коммерсанта. В восемнадцать лет написал первое стихотворение. С 1843 года поселился в Бразилии, где работал в качестве швейцарского торгового посредника сначала в Сантосе, затем в Рио-де-Жанейро; деятельно работал в основанной им в Рио-де-Жанейро «Deutsche Zeitung». В Бразилии сумел разбогатеть, совершал поездки в Северную Америку и на Остров Святой Елены.
В 1851 году совершил тур по Европе. В 1860 году вышло его первое произведение, «Poetische Fragmente», оставшееся незамеченным. В 1865 году он женился на француженке из Руана и в 1868 году переехал с ней в Париж, где были опубликованы его поэмы «Kaiser Maximilian» (1868) и «Requiem» (1869); но лишь «Gesammelte Dichtungen» (1873) сделали имя Дранмора известным широким кругам читателей. В 1874 году по финансовым соображениям Шмид вернулся в Бразилию, но уже не смог быть так успешен в торговых делах, как ранее; в итоге он вернулся в 1887 году в Швейцарию бедным человеком и поселился в Берне, где умер через год, но удостоился торжественных похорон.
Его философская поэзия, окрашенная безотрадным пессимизмом (его называли «певцом смерти»), подходила к господствующему настроению и как своими мотивами, так и совершенством формы произвела впечатление на общество, особенно на молодёжь, оказав вместе с тем влияние на немецкую лирику. В России Дранмора переводили П. Вейнберг («Отечественные Записки», 1876, № 2, с заметкой о Дранморе), Михаловский («Отечественные Записки», 1875 и «Собрание стихотворений») и другие поэты.